# Alpine Northwest
Alpine Northwest è un census-designated place degli Stati Uniti d'America, situato nella Contea di Lincoln nello stato del Wyoming. Nel censimento del 2000 la popolazione era di 152 abitanti.

## Geografia fisica
Secondo i rilevamenti dell'United States Census Bureau, la località di Alpine Northwest si estende su una superficie di 3,7 km², tutti occupati da terre.

## Popolazione
Secondo il censimento del 2000, a Alpine Northeast vivevano 152 persone, ed erano presenti 45 gruppi familiari. La densità di popolazione era di 40,9 ab./km². Nel territorio comunale si trovavano 118 unità edificate. Per quanto riguarda la composizione etnica degli abitanti, il 97,37% era bianco, lo 0,66% era nativo, lo 0,66% proveniva dall'Oceano Pacifico e l'1,32% apparteneva a due o più razze. La popolazione di ogni razza ispanica corrispondeva al 2,63% degli abitanti.
Per quanto riguarda la suddivisione della popolazione in fasce d'età, l'11,2% era al di sotto dei 18, il 5,3% fra i 18 e i 24, il 34,9% fra i 25 e i 44, il 35,5% fra i 45 e i 64, mentre infine il 13,2% era al di sopra dei 65 anni di età. L'età media della popolazione era di 44 anni. Per ogni 100 donne residenti vivevano 105,4 uomini.